# Iker Mintegi
Iker Mintegi Claver (Alsasua, 15 november 2002) is een Spaans wielrenner die in 2024 prof werd bij Euskaltel-Euskadi.

## Carrière
In 2022 nam Mintegi, als stagiair bij Euskaltel-Euskadi, deel aan de Arctic Race of Norway. In de tweede etappe maakte hij deel uit van de vroege vlucht. In 2023 behaalde hij meerdere ereplaatsen in het Spaanse amateurcircuit. In de Ronde van Navarra won hij een etappe.
In 2024 werd Mintegi prof Euskaltel-Euskadi, de ploeg waar hij eind 2022 al stage had gelopen. Zijn eerste wedstrijdkilometers dat seizoen maakte hij op Mallorca, waar hij deelnam aan vier van de vijf manches van de Challenge Mallorca. In zijn eerste race, de Trofeo Calvià, werd hij zeventiende.

## Resultaten in voornaamste wedstrijden
|      | \| Jaar \| Waalse Pijl \| Clásica San Sebastián \| \| ---- \| ----------- \| --------------------- \| \| 2024 \| opgave \| \| \| 2025 \| \| opgave \| |                       |
| Jaar | Waalse Pijl | Clásica San Sebastián |
| 2024 | opgave |                       |
| 2025 | | opgave                |

## Ploegen
- 2022 –  Euskaltel-Euskadi (stagiair vanaf 1 augustus)
- 2024 –  Euskaltel-Euskadi
- 2025 –  Euskaltel-Euskadi

Angulo · Aristi · Azparren · Azurmendi · Ballarin · Bizkarra · Bou · Canal · Cuadrado · Etxeberria · Goikoetxea · Iribar · Irizar · Isasa · Iturria · Juaristi · Lobato · Martín · Maté ·  Soto · Lasa (stagiair) · Mintegui (stagiair)
Aberasturi · Alustiza · Azparren · Azurmendi (tot 15/4) · Berasategi · Bizkarra · Bonillo · Bou · Cañellas · Cuadrado · de la Parte · Etxeberria · Fouché · Isasa · Iturria · Juaristi · López de Abetxuko · Martín · Maté · Mintegi · Zubeldia · Ganzabal (stagiair)